# Butler (Géorgie)
Pour les articles homonymes, voir Butler.
La ville de Butler est le siège du comté de Taylor, dans l’État de Géorgie, aux États-Unis. Sa population s’élevait à 1 972 habitants lors du recensement de 2010, estimée à 1 871 habitants en 2016.

## Démographie
| 1890 | 1900 | 1910 | 1920 | 1930 | 1940  |
| ---- | ---- | ---- | ---- | ---- | ----- |
| 712  | 707  | 705  | 758  | 857  | 1 093 |

| 1950  | 1960  | 1970  | 1980  | 1990  | 2000  |
| ----- | ----- | ----- | ----- | ----- | ----- |
| 1 182 | 1 346 | 1 589 | 1 959 | 1 673 | 1 907 |

| 2010  | - | - | - | - | - |
| ----- | - | - | - | - | - |
| 1 972 | - | - | - | - | - |

## Source
- (en) Cet article est partiellement ou en totalité issu de l’article de Wikipédia en anglais intitulé « Butler, Georgia » (voir la liste des auteurs).